# タイ王国におけるLGBTの権利
タイ王国におけるレズビアン、ゲイ、バイセクシャル、及びトランスジェンダー（LGBT）の人々は、非LGBTの人々と同等ではないが複数の権利を有している。また、タイはLGBTの人々に対して比較的寛容な国の一つであるが、法的課題も残っている。男性間および女性間の同性愛行為は1956年より合法であるが、同性間カップルやその家族に対しては異性カップルが享受できるものと同一の法的保護は受けられない。タイの人口の約8パーセント、500万人がLGBT人口であると考えられている。

## 法整備の状況
ソドミーは1956年に非犯罪化された。性的同意年齢は16歳。21世紀初頭に多くの法改正がなされ、LGBTの人々を取り巻く法的な状況は改善した。
2002年にタイの保健省が同性愛を精神的疾患や障害に当たらないとの見解を出している。
2005年にはタイ王国軍が軍においてLGBTの人々の兵役禁止を廃止した。これ以前は1954年に制定された法律でLGBTの人々は「精神的疾患」を理由に認められていなかった。
2007年にタイ政府は性的暴行や強姦（不同意性交）の被害者の定義を女性および男性に拡大し、また夫婦間性暴力の禁止の条項については被害者を男女両方を想定した法整備を行った。

## 法律による性的指向や性自認の保護
タイではLGBTの人々に言及したヘイトクライムの禁止や公民権に関する法律がない。政府の法律ではないが、一部の仏教徒の法では同性愛者を公言しての出家を禁止している。しかし、コンバージョン·セラピーで、LGBTの人々が親に出家を強要されるケースも存在する。つまり、仏教の活動を通してLGBTが矯正されることもある。
その一方、トランスジェンダー（カトゥーイ（Kathoey）またはサーオプラペーッソーン（第二の女性））はテレビやバンコク、プーケット、パッタヤーのキャバレーのショーなどを通じてタイ文化に浸透している。

## 憲法
タイ憲法では性的指向や性自認を明確に扱ったものがない。政府の人権委員とレズビアンの権利活動家が2006年の暫定憲法と2007年の正式採択された憲法のそれぞれにセクシャル・アイデンティティを盛りこむ運動を行っていたが失敗した。
2007年の憲法では、個人の立場に基づいた不当な差別を広範囲で規制していて、国家の安全や公共のモラルに沿った多様な自由の尊重を謳っている。

## 同性カップルの承認と家族法

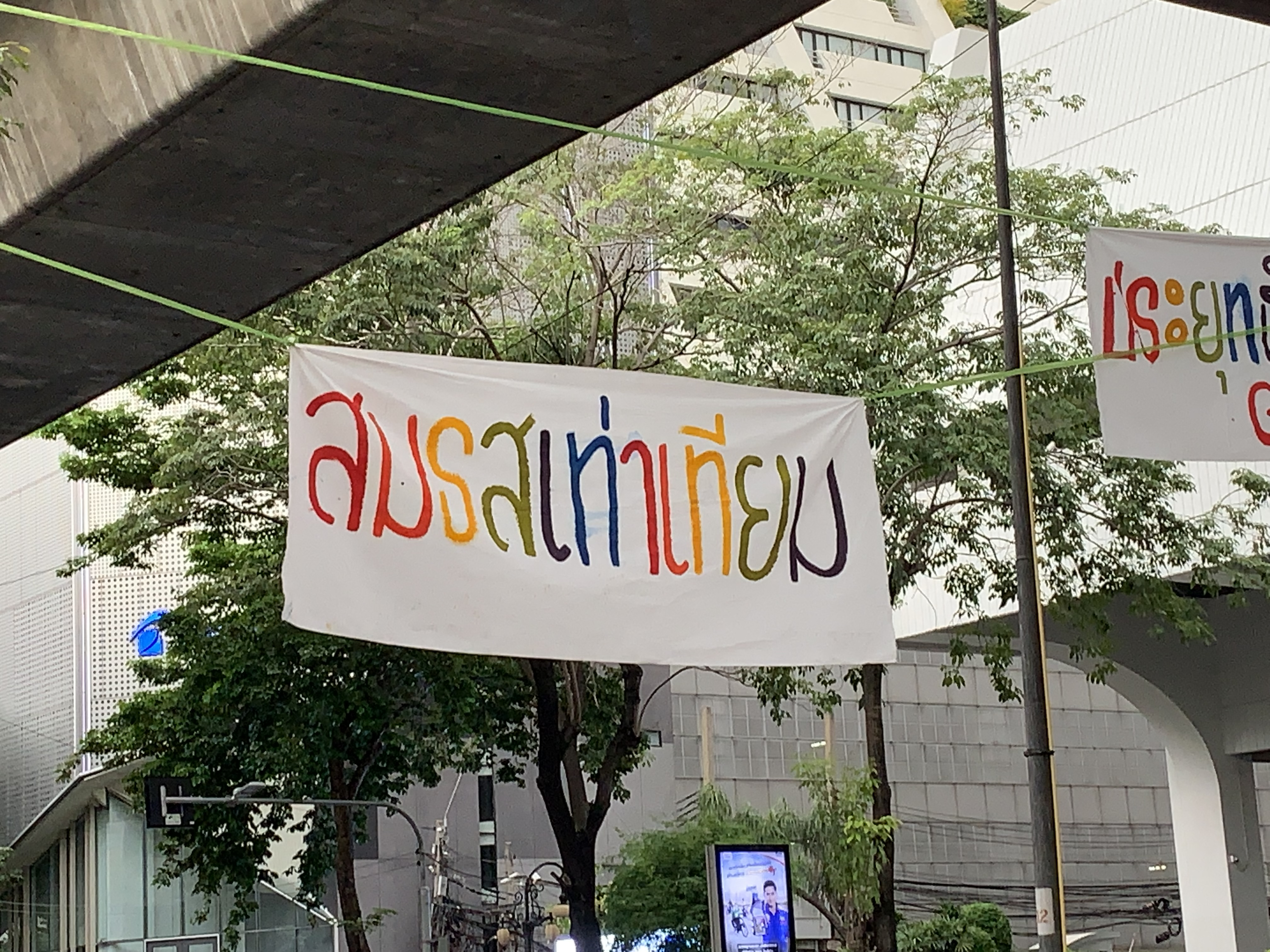
バンコクプライド2022にて「平等な結婚」(同性結婚法制化)を掲げる横断幕

現在、タイ国内の法律では同性結婚やシビル・ユニオン、ドメスティックパートナーの規定がなく、同性カップルやLGBT単身者の養子受け入れや子供の養育権については明確になっていない。
2005年に英国歌手のエルトン・ジョンがシビルパートナーシップを結んだ報道は、タイ国内における同様の法的制度の欠落についての批判がLGBTコミュニティから政府に対して起こった。法的制度は確立していないものの、タイ国内、特にプーケットやパッタヤーといった西洋化の進んだ地域や都市部では同性カップルに対して寛容な傾向がある。
2011年9月、政府機関の the National Human Rights Commission of Thailand とNGO団体の the Sexual Diversity Network が同性結婚の法律草案を作成し、政府による承認の道を模索している。
2023年11月、タイ貢献党のセター・タウィーシン首相は、内閣が同性結婚法案を承認したと発表した。 政府案のほかに、前進党、民主党、民間部門からも同様の法案3本が提出され、4本とも12月21日に国民議会で審議入りした。 全4法案が圧倒的多数で可決され、人民代表院（下院）は2024年にさらなる議論が行われるまで、これらの草案を1つの法案にまとめる委員会の設置を承認した。 民法および商法の改正案では、「男性と女性」や「夫と妻」などの用語が「個人」や「配偶者」という言葉に置き換えられる予定だ。 法案では同性カップルが共同で養子縁組を行うことも認められる。 同法案が可決されれば、タイは包括的な同性結婚法を可決したアジア初の国際連合加盟国となり、アジアでは中華民国（台湾）に次いで同性結婚を合法化した2番目の国となる。
2024年3月、タイ下院は賛成400、反対10で同法案を可決した。3月27日の時点で、国内の全ての主要政党はすでに同法案を支持することを約束した。4月1日、元老院（上院）で法案の第1読会において賛成147票、反対4票、棄権7票で承認された。同法案はさらなる審議のために委員会に送られ、国王ラーマ10世の裁可までに上院であと2回採決される必要がある。次回の投票は早ければ7月に行われる予定だ。同法案は成立すると予想されている。

## LGBTに関連したトピック
タイはセクシャリティに関する寛容さに関して長年評価が高く、LGBTナイトクラブやバーが多く存在し、またLGBTの雑誌は1983年から刊行されている。
しかしながらタイのLGBT人権活動家の Natee Teerarojjanapongs は1989年にLGBTの人々が置かれた状況を以下のように述べている。
タイのレズビアンやゲイの問題は国による直接的な弾圧ではなく、見えにくい彼らの存在の否定や社会意識の欠如によるものです。多くの人々が同性愛であるにもかかわらず、オープンなゲイとして生きる選択を行っていません。またレズビアンやゲイの権利という概念を理解する人々も多くありません。
前述の状況は1999年から2007年まで毎年行われたLGBTプライドフェスティバルをはじめとしたオープンなイベントを通じて1990年代から徐々に変わりはじめている。

### LGBTの研究
オーストラリアの学者ピーター・ジャクソンは1980年代に雑誌や書籍発表を通じてタイのLGBTの歴史をまとめ、Thai Queer Resource Centre の設立に貢献している。

### ジェンダー
大衆的なエンターテイメントやテレビのショー、ナイトクラブでのパフォーマンスなど、トランスセクシャルの人々をタイで目にすることは珍しいことではなく、LGBの人々に対する一般社会の寛容的な風潮も都市部や西洋化の進んだ地域ではより広い。
しかしながらタイ国内の法律はトランスジェンダーの人々の法的権利をごく最近認めたばかりである。2007年にタイの下院は性別適合手術を行ったトランスジェンダーの人々に、名前の変更を法的に認める討議を行った。

### メディアによる描写と規制
1980年代からLGBTをテーマにした多くの出版物が刊行されている。1970年代からタイ映画ではLGBTのキャラクターが登場しているが、1990年代のタイ映画のニューウェーブが起きるまでは偏ったイメージで描写されることが多かった。
タイ国内の検閲において、マスメディアにおけるLGBTをテーマにしたものや個人を扱ったものは基準が曖昧であったため、当局は国や王室のパブリックイメージの保護を理由に規制を行っていた。ポルノグラフィはタイ国内では違法であるため、LGBTをテーマにしたメディアに罰金を科すことがあった。しかしながらアダルトグッズは合法であり、2010年8月にはタイで最初の西洋式のアダルトグッズショップがバンコクに開店している
タイ元首相のタクシン・シナワットは反ポルノグラフィのキャンペーンを起こしたことでも知られ、LGBTに関連する出版物が押収・禁止されることがあったが、2007年から政府の方針が転換し、ゲイに関連する出版は規制が緩やかになった。

### AIDS/HIV
タイでは社会層を問わず広く AIDS-HIVについての啓発教育が行われている。
タイ国内で最初の感染爆発は1984年に報告され、売春従事者や薬物中毒者、男性間性交渉者（MSM）に対する啓発活動が行われた。1987年には輸血によりウイルス感染した男性の存在が報道され、男性とその妻が直面した病状や差別への関心が集まった。
1991年までAIDS-HIV への政府の啓発や予算が限られたものであったが、より積極的な姿勢を表明したアナン・パンヤーラチュンが新首相に当選し、Mechai Viravaidyaをはじめとした閣僚らはラジオやテレビにて公衆衛生を啓発する放送を行うことや学校において病気を扱う授業を取り入れを義務づける法律の成立に導いた。
コンドームの使用も促進され、タイの売春従事者には無償で配布され、また売春宿やマッサージ店に対してはコンドームの使用を求める法律が作られた。新法では感染者のプライバシーの保護や、感染防止策や公衆衛生の基金への大型拠出が盛り込まれた。
政府は全感染者への医療提供を行い、また若者や女性、移住労働者や軍人、LGBTなどの対象層に合わせた啓発活動の継続により新たな感染者が現象する効果を上げている。
2009年に、タイ赤十字社はMSMの献血を禁じる決定を行った。